# Murder Was the Case (Snoop Dogg)
Murder Was the Case è un album in studio del rapper Snoop Dogg, pubblicato a nome Snoop Doggy Dogg nel 1994. Il disco è stato pubblicato come colonna sonora di un cortometraggio dal titolo Murder Was the Case: The Movie.

## Tracce
1. Murder Was the Case (Remix) (Snoop Doggy Dogg) – 4:20
2. Natural Born Killaz (Dr. Dre & Ice Cube) – 4:51
3. What Would U Do? (Tha Dogg Pound featuring Snoop Doggy Dogg, Big Pimpin' Delemond & Jewell) – 5:08
4. 21 Jumpstreet (Snoop Doggy Dogg & Tray Deee) – 5:26
5. One More Day (Nate Dogg) – 5:18
6. Harvest for the World (Jewell) – 3:52
7. Who Got Some Gangsta Shit? (Snoop Doggy Dogg featuring Tha Dogg Pound, Lil Style & Young Swoop G) – 5:28
8. Come When I Call (Danny Boy) – 4:55
9. U Better Recognize (Sam Sneed featuring Dr. Dre) – 3:54
10. Come Up to My Room (Jodeci featuring Tha Dogg Pound) – 4:37
11. Woman to Woman (Jewell) – 5:18
12. Dollaz + Sense (DJ Quik) – 5:53
13. The Eulogy (Slip Capone & CPO feat. Kurupt) – 4:48
14. Horny (B-Rezell) – 4:41
15. Eastside-Westside (Young Soldierz) – 4:45